# Serhiivka, Apostolove
Serhiivka (în ucraineană Сергіївка) este un sat în comuna Volodîmîrivka din raionul Apostolove, regiunea Dnipropetrovsk, Ucraina.

## Demografie
Componența lingvistică a localității Serhiivka
     Ucraineană (84,11%)
     Rusă (14,02%)
     Belarusă (1,87%)
Conform recensământului din 2001, majoritatea populației localității Serhiivka era vorbitoare de ucraineană (84,11%), existând în minoritate și vorbitori de rusă (14,02%) și belarusă (1,87%).